# Fracción Zaragoza
Fracción Zaragoza är en ort i Mexiko.   Den ligger i kommunen Tapachula och delstaten Chiapas, i den sydöstra delen av landet, 900 km sydost om huvudstaden Mexico City. Fracción Zaragoza ligger 509 meter över havet och antalet invånare är 197.
Terrängen runt Fracción Zaragoza är kuperad åt sydväst, men åt nordost är den bergig. Runt Fracción Zaragoza är det tätbefolkat, med 297 invånare per kvadratkilometer. Närmaste större samhälle är Huixtla, 11,4 km väster om Fracción Zaragoza. I omgivningarna runt Fracción Zaragoza växer i huvudsak städsegrön lövskog.